# Маркелов, Александр Иванович
Александр Иванович Маркелов (1921, с. Балтеряево, Татарская АССР — 11.04.2004, Москва) — советский металлург, лауреат Ленинской премии (1966).

## Биография
Окончил Свердловский металлургический техникум по специальности «Электрометаллургия» (1940) и Всесоюзный заочный металлургический институт (1957).
С 1940 по 1966 г. работал на Златоустовском металлургическом заводе (ЗМЗ): подручный сталевара в электросталеплавильном цехе (ЭСПЦ), помощник мастера по плавкам, контрольный мастер ОТК, мастер по плавкам (с 1942), начальник смены (с 1947), зам. начальника цеха (с 1948), начальник ЭСПЦ № 1 (с 1958), главный сталеплавильщик (с 1960), главный инженер (с 1963).
С 1966 начальник Технического отдела управления «Главспецсталь» Министерства черной металлургии СССР.
Автор изобретения нового способа кристаллизации слитка при электрошлаковом переплаве (1964).

## Награды и звания
- Лауреат Ленинской премии (1966)
- Орден Ленина (1963)
- медаль «За трудовое отличие» (1951)
- медаль «За доблестный труд в Великой Отечественной войне 1941—1945 гг.» (1945).